# Edizioni Cioè
Edizioni Cioè era una casa editrice di riviste e fumetti italiana. Ha pubblicato, nel corso degli anni, numerosi periodici per ragazzi e bambini, oltre allo storico settimanale Cioè: fra le altre pubblicazioni titoli come Debby, Cleò, Boy Comics, Mattissimo, Cioè Girl, Cioè Test e ancora per target più bassi, come Pop's, Topo Gigio, Principessa Sissi, Totally Spies o fumetti di buon sucesso come Isa & Bea Streghe tra noi.
II settimanale Cioè, creato da Fabio Piscopo e lanciato in edicola il 7 ottobre del 1980, ha avuto un grande successo presso le adolescenti italiane attraversando un grande numero di generazioni di ragazze. Ancora oggi è presente nelle edicole italiane.
La casa editrice fu fondata nel 1984 da Fabio Piscopo, editore poliedrico fondatore, oltre che di Edizioni Cioè, anche dell'azienda Piscopo Editore, sull'onda del successo del settimanale omonimo. Nel 1999 acquistò l'emittente radiofonica Emme100, che fu però chiusa nel 2001. Nel 2009, le testate pubblicate da Edizioni Cioè furono acquistate dal Gruppo Panini